# محمد بن هادي الحسيني
محمد بن هادي الحسيني (1976) عضو مجلس الوزراء، وزير دولة للشؤون المالية منذ 25 سبتمبر 2021 في دولة الإمارات العربية المتحدة.

## التعليم
نال شهادة الماجستير في إدارة الأعمال الدولية من جامعة ويبستر في جنيف بسويسرا.

## مناصبه
يشغل محمد بن هادي الحسيني منصب وزير دولة للشؤون المالية ويسعى لتحقيق الأهداف الاستراتيجية للوزارة وخدمة مصالح الدولة على المستوى الداخلي والخارجي، حيث يحمل خبرة تزيد عن 25 عاماً في العديد من القطاعات الاقتصادية، شاملة القطاعات المالية والتأمين والعقارات والاتصالات إلى جانب قطاع التجزئة.
إلى جانب عمله الوزاري، يشغل محمد الحسيني منصب رئيس شركة الاتحاد للمعلومات الائتمانية، ونائب رئيس مجلس الإدارة للهيئة الاتحادية للضرائب، وعضو مؤسسة دبي للاستثمارات الحكومية، ونائب رئيس مجلس إدارة جهاز الإمارات للاستثمار، وعضو مجلس إدارة كل من بنك الإمارات دبي الوطني منذ يونيو 2011، ومصرف الإمارات الإسلامي، وشركة دبي للاستثمار، ومؤسسة دبي العقارية (مجموعة وصل لإدارة الأصول).
أنتخب محمد الحسيني رئيساً للجنة التنمية التابعة لمجموعة البنك الدولي في 15 أكتوبر 2022.
كما تولى رئاسة كل من مجلس إدارة الهيئة العامة للمعاشات والتأمينات الاجتماعية، ومجلس إدارة شركة دو بين مارس 2018 وسبتمبر 2021، وشركة إعمار مولز بين دسمبر2017 وسبتمبر 2021، ومؤسسة الإمارات للاتصالات، وعضو اتصالات المغرب بين مايو 2014 وأكتوبر 2021، وموبايلي بين فبراير 2015 وسبتمبر 2021، ودبي للمرطبات، ودنيز بنك في تركيا.
كما أشرف على العديد من عمليات الدمج والاستحواذ والتمويل خلال مشاركاته الفعالة في اللجان لدى المؤسسات والشركات التي شارك في عضويتها.